# Историја Филипина
Историја Филипина је историја простора данашњих Филипина и народа Филипинаца од праисторије до данас. Претпоставља се да су први насељеници доспели на Филипине косристећи чамце или барке пре бар 67.000 година судећи по евиденцији из 2007. године о Калао људима. Постоје индикације да су први Филипиноси, припадници племена Аета, доспели пре око 25.000 година с азијског копна прешавши преко превлаке, која је у то доба још постојала. За њима су се пре отприлике 6000 година те поновно око 1000. п. н. е. населили, такозвани Протомалајци, поморци који су преко Тајвана насељавали обале Филипина и Индонезије. Они су увели начин живота карактеристичан за млађе камено доба попут пољопривреде (обрада рижиних поља под водом) и новог оруђа, те су потиснули Аете у брда. Досељеници су долазили са југа и заузимали поседе на северу како су долазили. Најновији резултати показују, да су филипинска острва можда насељена од доба плеистоцена.
Око 300. п. н. е. на обале Филипина пристају Деутеромалајци, који долазе у великим бродовима на весла, барангајима. Они су применом нових техника, као што је обрада метала и ткање означили крај каменог доба. Друштвене односе организовали су у хијерархију сличну оној на броду. И данас се једна сеоска заједница на Филипинима зове Барангај. Било је много малих држава аустронезијских племена, племена Негрито и других. Било је и муслиманских досељеника из Малезије, попут Шарифа Кабунгсувана, који је био први султан од Магуиндана на Филипинима.

## Колонијално доба
Португалац Фердинанд Магелан, навигатор у служби краља Шпаније, пристао је у марту 1521. на острво Самар пловећи под шпанском заставом од рта Хорн према Молучким острвима. Захваљујући њему, имајући на уму да је истражио и остала острва овог архипелага покрштавајући успут урођенике, западни свет је дознао за постојање ове острвске групе. У раздобљу владавине краља Филипа II , Мигелу Лопезу де Легаспи пошло је за руком да у име шпанског краља запоседне Висајска острва. Истодобно је архипелагу наденуо име Las Islas Felipinas, Филипинска острва, чиме је означен службени почетак шпанске колонијалне владавине која ће потрајати 333 године. За време колонијалне владавине Манила се развила у покретача југоисточне Азије. Између 1604. и 1815. одатле су до Акапулка у Мексику, једанпут до двапут годишње, пловили славни манилски галеони натоварени порцеланом, свилом, парфемима и зачинима. На повратку су се на бродове укрцавали нови досељеници, мисионари и државни службеници. Мисионарство се одвијало успешно и брзо. У провинцијским градовима владали су алкалди, месне судије, који су се досељавали на Филипине без икакве имовине. Урођеницу су присиљавани да алкалдима продају своје производе и од њих купују њихове по ценама које би ови одредили. Последице овакве једностране управе осећају се још и данас, наиме корупција и непотизам међу бирократијом су јако раширени. Француска револуција 1789. утрла је пут друштвеним променама и на Филипинима. Истински напредак наступа тек у 19. веку упоредо с буђењем националне свести и позивом на слободу.

## Америчка окупација
У Шпанско-америчком рату 1898. Американци освајају Филипине. Испрва обећана независност још није стечена. На подстицај илегалне организације Катипунан покренут је још у доба шпанске власти општи устанак на челу с Емилиом Агуиналдом, који је 12. јуна 1898. прогласио независност Филипина и стао на чело републике која се налазила у герилском рату. Први цивилни гувернер Филипина постао је 1901. каснији амерички председник Вилијам Хауард Тафт. Под његовом управом Американци су улагали у инфраструктуру и школство. Филипинци су поступно стекли аутономију на регионалном нивоу, а потом 1935. године и делимичну државну аутономију. За првог председника изабран је Мануел Л. Кесон. Током Другог светског рата филипинско-амерички односи стављени су на тешко искушење. Након напада на Пеарл Харбор 1941. уследила је јапанска инвазија на обале Филипина. Тако је земља 1942. потпала под јапанску контролу. Јапан је у октобра 1943. прогласио Филипинску републику и именовао Хозеа Лаурела њезиним председником. Американци су већ 1944. поновно освојили Филипине, а Јапанци су капитулирали 1945. године.

## Независност и раздобље после Другог светског рата
Председник Мануел Рохас који је изабран у априлу 1946, прогласио је 4. јула исте године независност Филипина. Земља је добила устав по узору на амерички. Године 1965, председник је постао Фердинанд Маркос. Како би избегао реформу Устава предвиђену за 1973, којом је председничка република требало да постане парламентарна, он је годину дана пре тога у земљи прогласио ванредно стање које је потрајало све до 1981. године. Потом је земљом владао диктаторски. Корупција и непотизам, којима је властити народ опљачкао за неколико милијарди америчких долара, попримиле су дотад непојмљиве размере. Врхунац државног криминала било је убиство вође опозиције Бенигна Акина при његовом повратку из прогонства. Растући отпор становништва и завршетак америчка потпоре натерали су Маркоса на бег из земље с растрошном супругом Имелдом Маркос. Године 1986, председница је постала Аквинова удовица Коразон Акино. Она је новим уставом спречила злоупотребу председничке власти ограничивши мандат председника на шест година, а трајање изванредног стања на највише 60 дана. Прва се одлука међутим показала као политичка препрека, пре свега у случају председника Фидела Рамоса, изабраног 1992. године, који је у оквиру пројекта Филипини 2000 осетно побољшао прилике у земљи, и то обзирном економском политиком, борбом против сиромаштва, оштрим мерама штедње и сузбијањем непотизма. Њега је на положају наследио Џозеф Естрада током чијег је мандата земља поновно кренула уназад. Међутим, народу се није свиђао поновни повратак на стару корупцијску економију, па је Естрада почетком 2001. смењен с положаја након само три године мандата. Његово место је заузела дотадашња потпредседница, Глорија Макапагал-Аројо, која је и 2004. освојила председнички мандат. У мају 2010. председник је постао Бенигно Акино III. Након релативно мирног периода власти под Акином, 2016. за председника бива изабран Родриго Дутерте који је постао контроверзан због свог тврдокорног приступа дрогама. Године 2022. за председника је изабран Бонгбонг Маркос, син Фердинанда Маркоса, који се фокусирао на рехабилитацију презимена Маркос и ближе односе са Америком.